# Telegatto

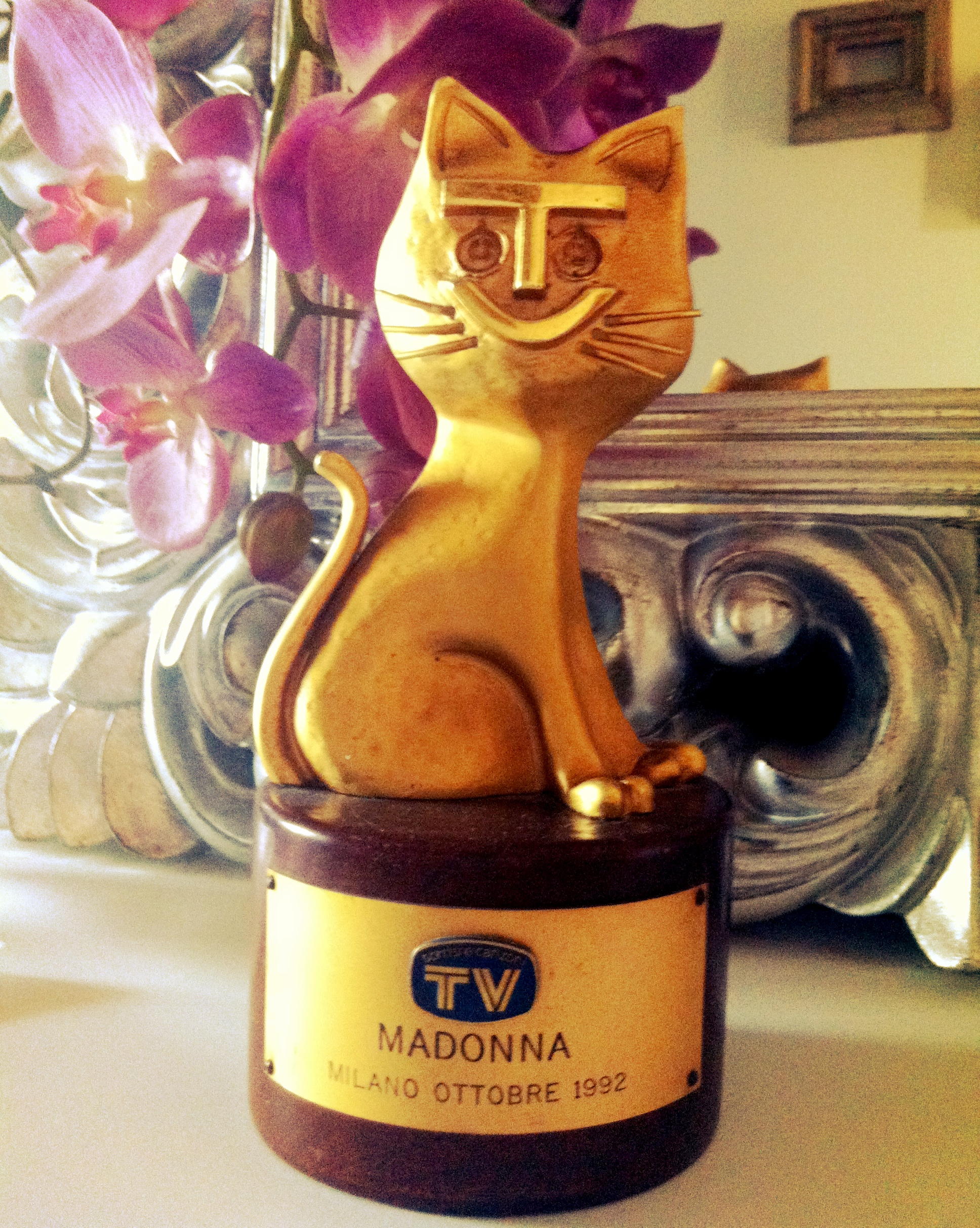
Telegatto remis à Madonna en 1992.

Le Telegatto ou Gran Premio Internazionale dello Spettacolo (Grand Prix International du Spectacle) est un concours créé et organisé par la revue hebdomadaire italienne TV Sorrisi e Canzoni (éditions Mondadori), né en 1971 mais émis sur les ondes pour la première fois en 1984, comme réaction au concours transmis sur la chaîne Rai Uno et intitulé Premio Regia Televisiva ("prix de la réalisation télévisuelle").
Chaque année, les lecteurs de la revue peuvent choisir les meilleures émissions et personnalités de la saison télévisuelle écoulée, par catégorie. Les graphistes de la revue TV Sorrisi e Canzoni ont choisi un chat (en italien : gatto) pour récompenser des émissions et personnalités de la TV car il symbolise l'animal domestique par excellence – domestique comme la télévision. La statuette mesure 15 cm et pèse 1,8 kg. Un modèle en platine n'est attribué qu'à des occasions exceptionnelles et en tant que reconnaissance pour l'excellence d'une carrière.
La remise des récompenses est effectuée durant une soirée de gala transmise en différé ou en direct sur la chaîne Canale 5. Dans le passé la manifestation avait lieu à Milan. La chanson officielle de la manifestation est interprétée par le groupe La Bionda.
Après une suspension temporaire en 2005 l'édition 2006 a élargi son champ d'activité en couvrant également le cinéma, la musique et le sport. En outre depuis cette édition la remise des récompenses a lieu à Rome, au mois de janvier, dans l'Auditoire de la conciliation.
Les polémiques n'ont pas manqué autour du Telegatto, qui a été accusé de favoriser les émissions de Mediaset, car cette société de TV et les éditions Mondadori appartiennent toutes deux à Fininvest. Il fut aussi soupçonné de créer des catégories sur mesure pour favoriser telle ou telle personnalité ou pour justifier l'invitation d'un hôte étranger.
En 2009, à l'instigation de Pier Silvio Berlusconi, la soirée n’est plus réalisée et l'on[Qui ?] suppose que la manifestation est définitivement abandonnée.

## Catégories
Les principales catégories pour l’année 2006 furent les suivantes :

### Télévision
- Émission de l'année
- Personnage de l'année
- Meilleure fiction
- Meilleure émission d’information et d'approfondissement

### Cinéma
- Meilleur film
- Meilleur acteur

### Musique
- Meilleur chanteur
- Meilleur disque
- Meilleure tournée

### Sport
- Meilleure personnalité

## Palmarès 1985

### Meilleur film
- Les Aventuriers de l'arche perdue (Raiders of the Lost Ark)